# Астраканта
Астраканта (лат. Astracantha) — род цветковых растений семейства Бобовые (Fabaceae). 
Впервые описание рода было опубликовано немецким ботаником Дитером Подлехом в 1983 году.
Ранее виды этого рода традиционно включались в подрод Tragacantha обширного рода Астрагал (Astragalus) .
Обычно представляют собой колючие густо-ветвистые кустарнички, некоторые из которых принимают подушкообразную форму.
Все представители рода характеризуются выделением камеди, образующейся  в результате перерождения клеточных стенок паренхимы сердцевины и сердцевинных лучей. 
Около десятка видов могут служить источником камеди трагакант (Gummi Tragacanthae), которая до того как засохнет истекает из трещин и надрезов стеблей или ветвей. 
В Иране, Турции и некоторых регионах Средней Азии ведется коммерческая добыча трагаканта 

## Виды
По информации базы данных The Plant List, род включает 243 вида, некоторые из них:
- Astracantha adscendens (Boiss. & Hausskn.) Podlech [syn.  Astragalus adscendens Boiss. & Hausskn. — Астрагал восходящий]
- Astracantha arnacanthoides (Boriss.) Podlech — Астраканта колючковидная
- Astracantha aurea (Willd.) Podlech — Астраканта золотистая [syn.  Astragalus aureus Willd.]
- Astracantha brachycalyx (Fisch. ex Boiss.) Podlech [syn.  Astragalus brachycalyx Fisch. ex Boiss.]
- Astracantha cretica (Lam.) Podlech typus[2]
- Astracantha echidnaeformis (Sirj.) Podlech
- Astracantha gummifera (Labill.) Podlech
- Astracantha heratensis (Bunge) Podlech
- Astracantha karakalensis (Freyn & Sint.) Podlech — Астраканта каракалинская [syn.  Astragalus karakalensis Freyn & Sint.]
- Astracantha leioclados (Boiss.) Podlech
- Astracantha microcephala (Willd.) Podlech
- Astracantha strobilifera (Benth.) Podlech